# Rassetaube
Rassetauben, auch Schönheits- oder Ausstellungstauben genannt, sind Haustauben, die nach einem festgelegten Rassestandard gezüchtet und nach den in diesem Standard festgelegten Schönheits- oder Leistungsmerkmalen selektiert werden. Weltweit existieren vermutlich mehr als 800 Rassen der Haustaube. Berücksichtigte man weltweit alle regionalen Schläge, so könnte man bis zu 1100 Rassen zählen. Allein die Liste der Taubenrassen des Europäischen Verbandes für Geflügel-, Tauben-, Vogel-, Kaninchen- und Caviazucht (EE) nennt etwa 500 Rassen der Ausstellungstauben. Je nach Körpergröße und -form, nach Federstrukturen und Warzenbildungen, nach Farbe und Zeichnung oder Verhalten werden sie in Rassegruppen und Rasseuntergruppen eingeteilt. Der EE nennt Formentauben, Warzentauben, Huhntauben, Kropftauben, Farbentauben, Trommeltauben, Strukturtauben, Mövchentauben und Tümmlertauben. Hochflug- und Spielflugtauben werden in die Gruppe der Tümmler integriert. Davon abweichend sind je nach Autor und Schwerpunkt auch andere Einteilungen möglich.

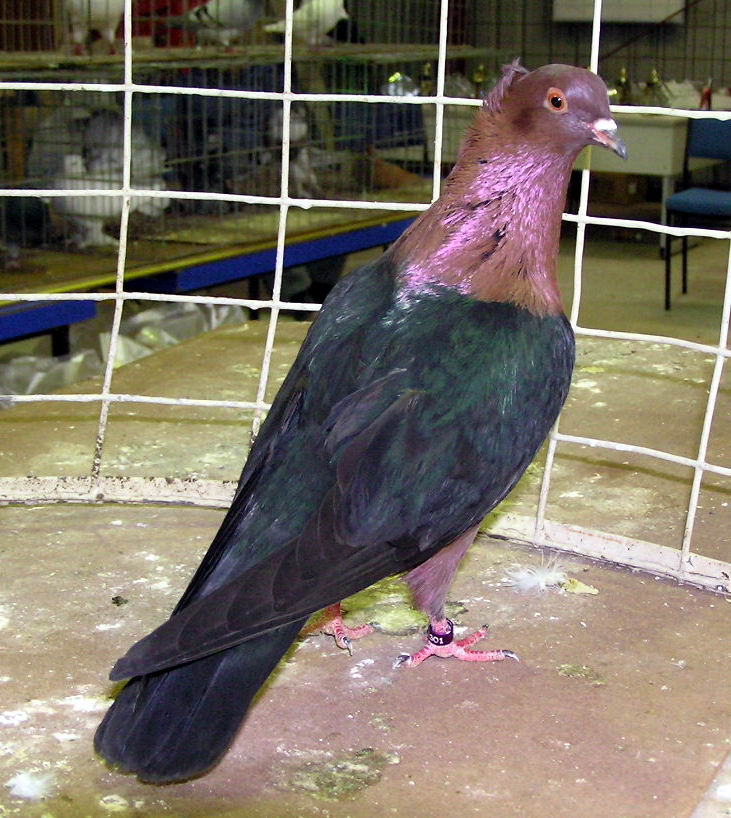
Eine Gimpeltaube im Farbenschlag Kupfer-Schwarzflügel. Die Gimpeltauben gehören zur Sparte der Farbentauben.

## Geschichte

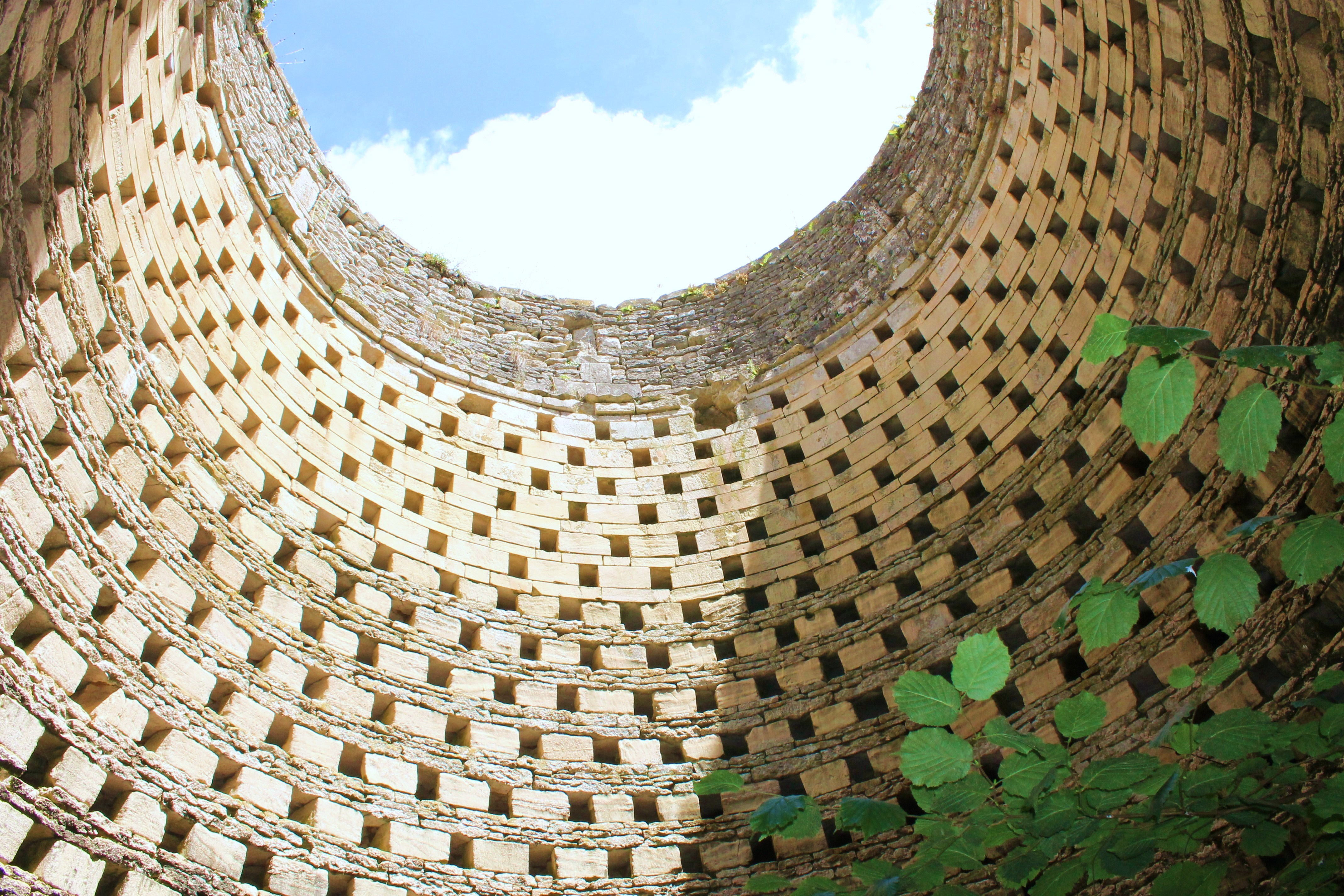
Taubenturm in Rosel, Département Calvados, Frankreich

Taubenrassen gibt es seit dem Altertum. Sie wurden um 1500 v. Chr. in den Annalen Thotmes III. erwähnt. Platon (427–347 v. Chr.) bezog sich in „Der Staat“ als Erster auf die Selektion der Tauben. Die Römer betrieben Taubenzucht als Liebhaberei und zur Gewinnung von Fleisch und Dung. Sie hielten bis zu 5000 Tiere in Taubentürmen, den Columbarien. Weiße Tauben gehörten für Karl den Großen (747–814) zur Königswürde. Im Feudalismus war die Taubenhaltung nur den Adeligen erlaubt. Die eigentliche Rassetaubenzucht in Deutschland begann um 1840. 1845 schlossen sich Züchter erstmals in der „Taubenzüchterinnung“ in Buchholz im Erzgebirge zusammen.

## Organisation und Taubenzucht
Rassetaubenzüchter sind meist in Zuchtverbänden organisiert, die sich dem Erhalt der verschiedenen Taubenrassen verschrieben haben. Deren Mitgliedsvereine richten Schönheitswettbewerbe, sogenannte Schauen aus, bei denen die schönsten Tiere prämiert werden. Deutscher Dachverband ist der Verband Deutscher Rassetaubenzüchter, der über den Bund Deutscher Rassegeflügelzüchter (BDRG) auch Mitglied im Europäischen Kleintierzuchtverband (EE) ist. Ziel des Rassetaubenzüchters ist es in seiner Zucht in allen Merkmalen möglichst dem Rassestandard entsprechende Tiere nachzuziehen.
In der Ziertaubenzucht steht der Erhalt der von der Natur vorgegebenen Erscheinung des Tieres im Vordergrund. Ziertauben werden im Gegensatz zu Rassetauben nach Arten und nicht nach Rassen unterschieden. Mutationsformen verschiedener Arten der Tauben, wie die Weiße Lachtaube, werden gelegentlich ebenfalls gezüchtet.
Für Züchter von Brieftauben, die in Wettflügen über größere Entfernungen gestartet werden, Sporttauben, wie Diebestauben, Hoch- oder Kunstflugtauben, die vorrangig wegen ihrer Flugstile gezüchtet werden, und Wirtschaftstauben steht die Leistung der Tiere im Fokus. Farbe und Aussehen spielen im Unterschied zu den Ausstellungstauben nur eine nachgeordnete Rolle.